# گره نیمه‌ویندسور

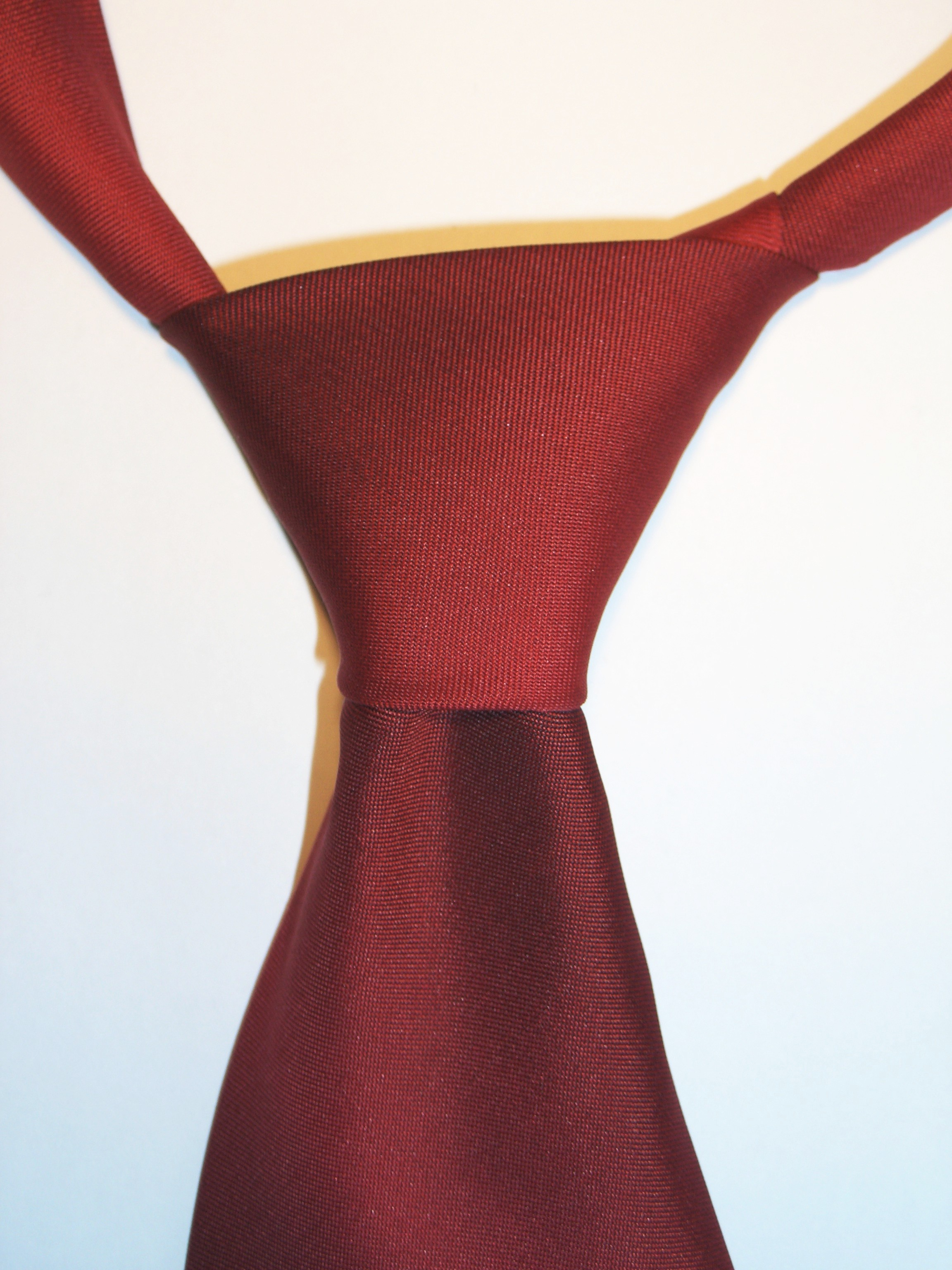

گره نیمه ویندسور یا گره ویندسور تک (به انگلیسی: half-Windsor knot) نوعی گره متداول کراوات می‌باشد. آراستگی خاص و مثلثی شکل بودن از ویژگی‌های این نوع گره‌است. این نوع گره کراوات، کوچکتر از گره ویندسور و بزرگتر از گره پرت و گره دانش‌آموزی است. این نوع گره برای کروات‌های با پارچه نازک مناسب است. این گره برای اکثر محیط‌ها مناسب است و نسبت به گره دانش‌آموزی رسمی‌تر است. این نوع بستن باعث ایجاد گره‌ای متقارن و مثلتی شکل می‌شود که روی هر نوع لباس و یقه‌ای خوب به نظر می‌آید. گره نیمه ویندسور بهتر است با کروات های پهن که الیاف سبک دارند بسته شود.

## روش‌ها

### روش ۱

۱
۲
۳
۴
۵

### روش ۲

۱
۲
۳
۴
۵